# Немецкое воинское кладбище (Сологубовка)
Немецкое воинское кладбище, расположенное близ деревень Лезье и Сологубовка Кировского района Ленинградской области, является самым крупным немецким военным захоронением в России и рассчитано на 80 тысяч солдат. На данный[когда?] момент туда перезахоронено 55 000 немецких солдат, погибших в период с 1941 по 1944 г. на всей территории Ленинградской области
Кладбище располагается на высоком берегу реки Мга и является частью комплекса, включающего также Парк Мира и Успенскую церковь.

## История
- 16 декабря 1992 год было подписано российско-германское соглашение по уходу за воинскими захоронениями, основными целями которого явились поиск и захоронение останков немецких солдат, погибших в ходе Великой Отечественной войны на территории России. Исполнителями соглашения стали Ассоциация международного сотрудничества «Военные мемориалы» со стороны России, а со стороны Германии—Народный союз по уходу за воинскими захоронениями. Программа дала начало создания и других захоронений немецких солдат в России.
- 9 сентября 2000 года: открытие кладбища солдат вермахта и примыкающего к нему Парка Мира. На церемонии освящения военного захоронения присутствовали со стороны Германии: посол Ханс фон Штутниц, бургомистр Дрездена Клаус Гаагер, бургомистр Гамбурга Отвин Рунде[нем.], председатель Народного союза по уходу за воинскими захоронениями Карл Ланге. А со стороны России: вице-губернатор Ленинградской области Николай Пустотин и глава администрации Кировска Андрей Васильев.
- В 2016 году на кладбище захоронены останки 30 военнослужащих немецкой армии, обнаруженные военнослужащими отдельного специального поискового батальона Западного военного округа на острове Тютерс в Финском заливе[1].

## Галерея
- Информационный обелиск
- Общий вид кладбища
- Центральная аллея
- Памятники
- Памятная доска